# Beer (Familienname)
Beer ist ein Familienname.

## Herkunft und Bedeutung
Der Name ist möglicherweise eine Variante des Familiennamens Bär. Dieser kann jüdischen Ursprungs sein oder aber einen Übernamen für einen starken, tapferen Menschen darstellen, dem stereotype Eigenschaften eines Bären zugeschrieben wurden.

## Namensträger

### A
- Aaron Beer (Kantor) (1739–1821), deutscher Kantor
- Aaron Abrahams Beer (vor 1685–1740), deutscher Münzmeister und Rabbiner
- Adolf Beer (1831–1902), österreichischer Historiker und Politiker
- Albin Beer (1873–1969), deutscher Weber und antisemitischer Politiker (CSP)
- Alex Beer (* 1977), österreichische Schriftstellerin
- Alexander Beer (1873–1944), deutscher Architekt
- Alfred Beer (Geistlicher) (1892–1958), deutscher Geistlicher
- Alfred Beer (Heimatforscher) (1919–1999), deutscher Buchhändler und Heimatforscher
- Alfred Löw-Beer (1872–1939), österreichischer Industrieller
- Alois Beer (1840–1916), österreichischer Fotograf
- Amalie Beer (1767–1854), deutsche Salonière
- Andrea Beer (* 19..), deutsche Journalistin und Auslandskorrespondentin
- André-Michael Beer (* 1958), deutscher Mediziner
- Angelika Beer (* 1957), deutsche Politikerin (Bündnis 90/Die Grünen, Piratenpartei)
- Anika Beer (* 1983), deutsche Schriftstellerin und Neurobiologin
- Anna Louise Beer (1924–2010), norwegische Juristin, Richterin, Frauenrechtlerin und Politikerin
- Anton Beer (Geigenbauer) (1764–1836), deutscher Geigenbauer
- Anton Beer-Walbrunn (1864–1929), deutscher Komponist
- Arnjolt Beer (* 1946), französischer Kugelstoßer
- Arthur Beer (1900–1980), deutscher Astronom
- August Beer (1825–1863), deutscher Mathematiker, Chemiker und Physiker
- Auguste Beer (1889–1932), deutsche Malerin
- Axel Beer (* 1956), deutscher Musikwissenschaftler

### B
- Ben Beer (* 1972), Segler von den Amerikanischen Jungferninseln
- Bernhard Beer (1801–1861), deutscher Gelehrter und jüdischer Funktionär
- Berthold Beer (1859–nach 1925), österreichischer Neurologe
- Bettina Beer (* 1966), deutsche Ethnologin und Hochschullehrerin
- Birgit Beer (* um 1962), deutsche Sängerin (Sopran)
- Brigitte Beer (1904–1999), deutsche Journalistin

### C
- Carl August Beer (1825–1894), deutscher Kalligraf
- Cerf Beer (ursprünglich Naphtali Ben Dov Beer; 1726–1793), deutscher Bankier und Philanthrop
- Chaim Be’er (* 1945), israelischer Autor und Hochschullehrer
- Charles Beer (* 1961), Schweizer Politiker (SP)
- Christian Beer (* 1958), deutscher Fußballspieler
- Christopher Beer, bürgerlicher Name von Jimi D. (* 1980), österreichisch-amerikanischer Singer-Songwriter

### D
- Detlef Beer (* 1963), deutscher Maler und Zeichner
- Diederik Jacobus den Beer Poortugael (1800–1879), niederländischer Militär und Dichter
- Donald Beer (1935–1997), US-amerikanischer Ruderer

### E
- Eckard Beer (1944–2019), deutscher Agrarwissenschaftler und Phytomediziner
- Edeltrud Beer (* 1927), österreichische Paläontologin
- Edith Hahn Beer (1914–2009), österreichische Holocaustüberlebende
- Eduard Friedrich Ferdinand Beer (1805–1841), deutscher Orientalist, Epigrafiker und Paläograf
- Edward E. De Beer (1911–1994), belgischer Bauingenieur
- Ellen Beer (1926–2004), Schweizer Kunsthistorikerin
- Ellie Beer (* 2003), australische Leichtathletin
- Emil Beer (1883–1970), deutscher Gerechter unter den Völkern
- Erica Beer (1925–2013), deutsche Schauspielerin
- Erich Beer (* 1946), deutscher Fußballspieler
- Ernst Beer (Kantor) (1881–1942), deutscher Lehrer, Kantor und NS-Opfer
- Ernst-Walter Beer (1910–1980), deutscher Politiker (DBD)

### F
- Franz Beer (Franz Beer von Bleichten; 1660–1726), österreichischer Architekt und Baumeister
- Franz Beer (Architekt), (* um 1804; † 1861), österreichischer Architekt
- Franz Beer (Fotograf) (1896–1979), österreichischer Fotograf
- Franz Beer (Maler) (1929–2022), deutsch-österreichischer Maler und Hochschullehrer
- Franz Beer von Au (1659–1722), österreichischer Baumeister
- Franz Anton Beer (Baumeister) (1688–1749), österreichischer Baumeister
- Franz Anton Beer (Sänger) (1727–1781), österreichischer Sänger
- Franz Joseph Beer (1770–1819), deutscher Klarinettist, siehe Joseph Bähr
- Fraser Beer (* 1949), neuseeländischer Segler
- Friederike Beer-Monti (1891–1980), österreichisch-amerikanische Muse
- Friedrich Beer (1846–1912), österreichischer Bildhauer
- Fritz Beer (1911–2006), deutschsprachiger Schriftsteller

### G
- Gavin Rylands de Beer (1899–1972), britischer Zoologe und Morphologe
- Georg Beer (Baumeister) (um 1527–1600), deutscher Architekt
- Georg Beer (Politiker) (1782–1858), deutscher Politiker, MdL Bayern
- Georg Beer (Orgelbauer) (1816–1876), deutscher Orgelbauer
- Georg Beer (Theologe) (1865–1946), deutscher Theologe
- Georg Joseph Beer (1763–1821), österreichischer Augenarzt
- George Louis Beer (1872–1920), US-amerikanischer Historiker
- Gillian Beer (* 1935), britische Literaturwissenschaftlerin
- Gisela Mashayekhi-Beer, österreichische Flötistin und Hochschullehrerin
- Gretel Beer (1921–2010), britische Autorin
- Grit Beer (1934–2008), deutsche Politikerin (CDU)
- Guido Beer (1885–1938), italienischer Verwaltungsjurist
- Günter Beer (1926–2012), deutscher Motorradrennfahrer
- Gustav Beer (1888–1983), österreichisch-amerikanischer Schriftsteller

### H
- Hans Beer (Sänger) (auch Hanns Beer; 1884/1890–??), deutscher Sänger (Tenor)
- Hans Beer (Skisportler), deutscher Skisportler
- Hans Beer (Ingenieur) (* 1932), deutscher Ingenieur und Hochschullehrer
- Hans Beer (Trainer), deutscher Leichtathletiktrainer
- Hans de Beer (* 1957), niederländischer Illustrator und Autor
- Hans Beer (Manager) (* 1967), Schweizer Wirtschaftsmanager
- Hans Ludwig Beer (1927–2010), deutscher Dirigent
- Hartmut Beer (1941–1998), deutscher Schauspieler
- Heidi Beer, deutsche Sportakrobatin
- Heinrich Beer (Bankier) (Heinrich Henoch Hans Beer; 1794–1842), deutscher Bankier
- Heinrich Beer (Richter) (1829–1926), deutscher Richter
- Heinrich Beer (Politiker) (1866–1943), österreichischer Journalist, Gewerkschafter und Politiker (SPÖ)
- Helene Beer (1895–nach 1949), deutsche Politikerin (LDPD)
- Helmut Beer (* 1941), deutscher Porzellanmaler und Gewerkschafter
- Henning Beer (* 1958), deutscher Terrorist
- Henri Bernard Beer (1909–1994), niederländischer Erfinder
- Herbert Beer (1914–1971), deutscher Politiker (GB/BHE, GDP, CDU)
- Hermann Beer (1905–1972), österreichischer Stahlbauer, Baustatiker und Hochschullehrer
- Hermann Hieronymus Beer (1798–1873), mährisch-österreichischer Gerichtsmediziner und Psychologe
- Horst Beer (* 1958), deutscher Choreograf und Tanzsporttrainer

### I
- Ida Beer-Walbrunn (1878–1951), deutsche Malerin
- Isabell Beer (* 1994), deutsche Journalistin
- Israel Beer (1912–1966), israelischer Militärhistoriker

### J
- Jacqueline Beer (* 1932), französisch-US-amerikanische Schauspielerin
- Jan de Beer (* um 1490–1542), niederländischer Maler
- Jannie de Beer (* 1971), südafrikanischer Rugby-Union-Spieler
- Jeff Beer (Josef Beer; * 1952), deutscher Künstler
- Jessica Eliza Beer (* 1979), neuseeländische Fechterin
- Johann Beer (1655–1700), österreichischer Schriftsteller und Komponist
- Johann Beer (Manager) (1875–1949), Wirtschaftsmanager
- Johann Ferdinand Beer (1731–1789), österreichischer Baumeister
- Johann Friedrich Beer (1741–1804), deutscher Maler, Radierer und Zeichner
- Johann Georg Beer (Baumeister) (1701–1781), deutscher Architekt und Baumeister
- Johann Georg Beer (Geigenbauer) (1758–1829), deutscher Geigenbauer
- Johann Georg Beer (1803–1873), österreichischer Botaniker, siehe Joseph Georg Beer
- Johann Georg Beer (Orgelbauer) († 1896), deutscher Orgelbauer, siehe Georg Beer
- Johann Joseph Beer (1744–1812), böhmischer Klarinettist und Komponist, siehe Joseph Beer (Komponist, 1744)
- Johann Michael Beer von Bildstein (1696–1780), österreichischer Baumeister
- Johann Michael Beer von Bleichten (1700–1767), österreichischer Baumeister
- Johann Nikolaus Ludwig Beer (1800–1876), deutscher Politiker, MdL Bayern
- Johann Peter Beer (1782–1851), deutscher Maler
- Johannes Beer (1901–1972), deutscher Literaturwissenschaftler und Bibliothekar
- John B. Beer (1926–2017), britischer Literaturwissenschaftler
- Jolyn Beer (* 1994), deutsche Sportschützin
- Josef Beer (Architekt) (1872–1952), österreichischer Architekt
- Josef Beer (1763–1821), österreichischer Augenarzt, siehe Georg Joseph Beer
- Josef Beer (Funktionär) (1912–2000), deutscher Verbandsfunktionär und Autor
- Josef Beer-Balay (1893–nach 1950), deutscher Dirigent und Komponist
- Josef Konstantin Beer (1862–1933), böhmischer Maler
- Joseph Beer (Komponist, 1744) (Johann Joseph Beer; 1744–1812), böhmischer Klarinettist und Komponist
- Joseph Beer (Komponist, 1908) (1908–1987), österreichischer Operettenkomponist
- Joseph Georg Beer (1803–1873), österreichischer Botaniker
- Juliane Beer (* 1976), österreichische Produzentin und Produktionsleiterin
- Julius Beer (Mediziner) (1822–1874), deutscher Mediziner und Heimatforscher
- Julius Beer (Unternehmer) (1836–1880), britisch-deutscher Bankier, Zeitungsverleger und Kunstsammler
- Julius Beer (Musiker) (1837–1896), deutscher Hornist, Komponist und Musikpädagoge
- Julius Beer (Rennfahrer) (1911–1992), deutscher Motorradrennfahrer

### K
- Karl Beer (Historiker) (1879–1956), österreichisch-tschechischer Lehrer und Historiker
- Karl Beer (Architekt) (1886–1965), deutscher Architekt
- Karlheinz Beer (* 1953), deutscher Künstler
- Karl Willy Beer (1909–1979), deutscher Journalist
- Katja Beer (Sängerin) (* 1964), deutsche Sängerin (Sopran)
- Katja Beer, Geburtsname von Katja Wüstenfeld (* 1976), deutsche Biathletin
- Klaus Beer (Jurist) (1932–2025), deutscher Jurist
- Klaus Beer (Leichtathlet) (1942–2023), deutscher Leichtathlet
- Klaus Beer (Filmemacher) (* 1951), deutscher Filmemacher
- Kurt Beer, österreichischer Verwaltungsjurist und Landrat

### L
- Lotte de Beer (* 1981), niederländische Opernregisseurin
- Ludwig Beer (1868–1935), deutscher Rechtswissenschaftler

### M
- Madison Beer (* 1999), US-amerikanische Sängerin
- Manfred Beer (* 1953), deutscher Biathlet
- Manuela Beer, deutsche Kunsthistorikerin
- Marek Beer (* 1988), tschechischer Volleyballspieler
- Markus Beer (* 1988), österreichischer Fußballtorhüter
- Martin Beer (Theologe, 1617) (1617–1692), deutscher Theologe
- Martin Beer (Theologe, 1920) (1920–1988), deutscher Theologe
- Martin Beer (Domprediger) (1950–2011), deutscher Pfarrer, Domprediger in Berlin
- Martin Beer (Fußballspieler) (* 1966), deutscher Fußballspieler
- Martin Beer (Komiker) (* 1970), deutscher Komiker
- Mathias Beer (* 1957), deutscher Historiker
- Matías Beer (* 1993), uruguayischer Rugby-Union-Spieler
- Max Beer (Publizist) (1864–1943), österreichischer Publizist und Historiker
- Max Beer (Journalist) (1886–1965), österreichischer Journalist und Diplomat
- Max Beer (Leichtathlet) (1912–1995), Schweizer Marathonläufer
- Max Löw-Beer (1829–1887), österreichischer Industrieller und Tuchfabrikant
- Max Josef Beer (1851–1908), österreichischer Komponist
- Meinrad Beer (* 1968), deutscher Arzt und Hochschullehrer
- Mendel Beer (1788–1870), deutscher Kaufmann
- Michael Beer (Bauernführer) (auch Michael Peer; † 1597), österreichischer Bauernführer
- Michael Beer (Baumeister) (1605–1666), österreichischer Architekt und Baumeister
- Michael Beer (Autor) (1800–1833), deutscher Schriftsteller und Dramatiker
- Miklós Beer (* 1943), ungarischer Geistlicher, Bischof von Vác
- Mirko Beer (1905–1942), spanischer Militärarzt
- Monika Beer (* 1968), Schweizer Turnerin
- Monique de Beer (* 1975), niederländische Rollstuhltennisspielerin

### N
- Natalie Beer (1903–1987), österreichische Schriftstellerin
- Nicola Beer (* 1970), deutsche Politikerin (FDP), Vizepräsidentin der Europäischen Investitionsbank
- Nicolas Beer (* 1996), deutscher Automobilrennfahrer

### O
- Oliver Beer (* 1979), deutscher Fußballspieler
- Olivier Beer (* 1990), Schweizer Radrennfahrer
- Oskar Beer (1904–1973), Schweizer Journalist und Maler
- Otto Beer (Bildhauer) (* 1954), deutscher Holzbildhauer und Architekt
- Otto F. Beer (1910–2002), österreichischer Schriftsteller

### P
- Paul Beer (* 1873; † nach 1915), deutscher Gymnasiallehrer, Altphilologe und Germanist
- Paul Löw-Beer (1910–2003), österreichischer Chemiker und Unternehmer
- Paula Beer (* 1995), deutsche Schauspielerin
- Peggy Beer (* 1969), deutsche Leichtathletin
- Peter Beer (Baumeister) (1652–??), österreichischer Baumeister
- Peter Beer (Aufklärer) (1758–1838), böhmischer Aufklärer, Historiker, Geograph und Pädagoge
- Peter Beer (Theologe) (* 1966), deutscher Theologe, Hochschullehrer und Generalvikar
- Peter Beer (Fussballspieler) (* 1967), Schweizer Fußballspieler

### R
- Rachel Beer (1858–1927), britische Journalistin, Redakteurin und Zeitungsverlegerin
- Raphaela Beer, bekannt als Phela (* 1989), deutsche Musikerin
- Reinhard Beer (* 1969), österreichischer Naturbahnrodler
- Richard Beer (1897–??), österreichischer Fußballspieler
- Richard Beer-Hofmann (1866–1945), österreichischer Schriftsteller
- Roman De Beer (* 1994), südafrikanischer Automobilrennfahrer
- Romy Beer (* 1981), deutsche Biathletin
- Ron Beer (* 1965), deutscher Leichtathlet
- Ronnie Beer (* 1941), südafrikanischer Jazzmusiker
- Rüdiger Beer (Mediziner) (1925–1975), deutscher Anästhesiologe und Hochschullehrer
- Rüdiger Robert Beer (1903–1985), deutscher Journalist
- Rudolf Beer (Theaterregisseur) (1885–1938), österreichischer Theaterregisseur und -leiter
- Rudolf Beer (SS-Mitglied) (1911–1988), tschechoslowakischer Lehrer und SS-Obersturmführer
- Rudolf Löw-Beer (1865–1953), österreichischer Industrieller

### S
- Samuel H. Beer (1911–2009), US-amerikanischer Politikwissenschaftler
- Sandro Beer (* 1977), österreichischer Politiker (SPÖ)
- Sanel Beer (1886–1981), österreichisch-US-amerikanischer Arzt und Schriftsteller
- Sebastian Beer (1609–1659), Verwaltungsjurist und Mitglied der Fruchtbringenden Gesellschaft
- Sidney Beer (1899–1971), britischer Dirigent
- Siegfried Beer (* 1948), österreichischer Historiker
- Sigrid Beer (* 1956), deutsche Politikerin (Bündnis 90/Die Grünen)
- Simon Beer (* 1964), Schweizer Konzeptkünstler
- Stafford Beer (1926–2002), britischer Betriebswirt
- Sue de Beer (* 1973), US-amerikanische Künstlerin

### T
- Theobald Beer (1902–2000), deutscher Priester und Theologe
- Theodor Beer (1866–1919), österreichischer Physiologe
- Thomas Beer (Schriftsteller) (1889–1940), amerikanischer Schriftsteller
- Thomas Beer (Radsportler) (* 1964), deutscher Radsportler
- Thomas Beer (Pflegewissenschaftler)  (* 1972), deutscher Pflegewissenschaftler
- Tina Beer (* 1987), deutsche Politikwissenschaftlerin und Beamtin

### U
- Udo Beer (* 1954), deutscher Jurist, Finanzwirt und Hochschullehrer
- Ulrich Beer (1932–2011), deutscher Psychologe

### W
- Walter Beer (1929–2018), deutscher Maler und Grafiker
- Werner Rudolf Beer (1890–1971), Schweizer Zahnarzt, Schriftsteller und Dramatiker
- Wilhelm Beer (Astronom) (1797–1850), deutscher Geschäftsmann, Bankier, Politiker, Publizist und Amateurastronom
- Wilhelm Amandus Beer  (Russen-Beer; 1837–1907), deutscher Maler
- Willem de Beer (* 1988), südafrikanischer Leichtathlet
- Willi Beer (1918–1982), deutscher DBD-Funktionär
- Willy de Beer (* 1942), niederländische Eisschnellläuferin
- Wolf-Dietrich Beer (1930–1987), deutscher Biologe und Museumsdirektor
- Wolfgang Beer (RAF-Mitglied) (1953–1980), deutsches Mitglied der Rote Armee Fraktion
- Wolfgang Beer (Politiker) (1959–2021), österreichischer Politiker
- Wolfgang de Beer (1964–2024), deutscher Fußballtorhüter

### Z
- Zach de Beer (1928–1999), südafrikanischer Politiker, Arzt und Geschäftsmann